# Джуліан (Каліфорнія)
Джуліан (англ. Julian) — переписна місцевість (CDP) в США, в окрузі Сан-Дієго штату Каліфорнія. Населення — 1768 осіб (2020).
У травні 2021 року Джуліан був названий Міжнародною спільнотою темного неба Міжнародною асоціацією темного неба. Це було 30-те таке визнання і друге в Каліфорнії.

## Географія
Джуліан розташований за координатами 33°4′25″ пн. ш. 116°35′20″ зх. д. / 33.07361° пн. ш. 116.58889° зх. д. (33.073594, -116.588967).  За даними Бюро перепису населення США в 2010 році переписна місцевість мала площу 20,30 км², уся площа — суходіл.

### Клімат
| Клімат : Джуліан        | Клімат : Джуліан | Клімат : Джуліан | Клімат : Джуліан | Клімат : Джуліан | Клімат : Джуліан | Клімат : Джуліан | Клімат : Джуліан | Клімат : Джуліан | Клімат : Джуліан | Клімат : Джуліан | Клімат : Джуліан | Клімат : Джуліан | Клімат : Джуліан |
| Показник                | Січ.             | Лют.             | Бер.             | Квіт.            | Трав.            | Черв.            | Лип.             | Серп.            | Вер.             | Жовт.            | Лист.            | Груд.            | Рік              |
| Абсолютний максимум, °C | 24,4             | 25,0             | 29,4             | 32,2             | 35,6             | 41,1             | 38,9             | 37,8             | 35,6             | 33,3             | 27,8             | 22,8             | 41,1             |
| Середній максимум, °C   | 11,6             | 12,5             | 15,0             | 17,7             | 21,9             | 26,0             | 29,8             | 30,0             | 27,7             | 22,4             | 15,3             | 11,7             | 20,2             |
| Середній мінімум, °C    | 1,7              | 1,7              | 2,9              | 4,5              | 7,3              | 11,0             | 15,2             | 15,1             | 12,4             | 8,7              | 4,4              | 1,9              | 7,3              |
| Абсолютний мінімум, °C  | −10              | −9,4             | −8,3             | −4,4             | −1,1             | 0,6              | 5,6              | 2,2              | 2,8              | −2,8             | −7,2             | −9,4             | −10              |
| Норма опадів, мм        | 109              | 148              | 98               | 53               | 15               | 3                | 6                | 12               | 6                | 35               | 47               | 91               | 623              |
| ----------------------- | ---------------- | ---------------- | ---------------- | ---------------- | ---------------- | ---------------- | ---------------- | ---------------- | ---------------- | ---------------- | ---------------- | ---------------- | ---------------- |
| Джерело:                |                  |                  |                  |                  |                  |                  |                  |                  |                  |                  |                  |                  |                  |

## Демографія
Згідно з переписом 2010 року, у переписній місцевості мешкали 1502 особи в 670 домогосподарствах у складі 415 родин. Густота населення становила 74 особи/км².  Було 917 помешкань (45/км²).
Расовий склад населення:
| - 89,3 % — білих - 1,8 % — корінних американців - 0,8 % — азіатів - 0,3 % — чорних або афроамериканців - 5,4 % — осіб інших рас |

До двох чи більше рас належало 2,4 %. Частка іспаномовних становила 13,0 % від усіх жителів.
За віковим діапазоном населення розподілялося таким чином: 18,8 % — особи молодші 18 років, 61,4 % — особи у віці 18—64 років, 19,8 % — особи у віці 65 років та старші. Медіана віку мешканця становила 50,8 року. На 100 осіб жіночої статі у переписній місцевості припадало 96,1 чоловіків;  на 100 жінок у віці від 18 років та старших — 95,4 чоловіків також старших 18 років.
Середній дохід на одне домашнє господарство  становив 68 638 доларів США (медіана — 68 929), а середній дохід на одну сім'ю — 68 005 доларів (медіана — 57 404). За межею бідності перебувало 14,0 % осіб, у тому числі 43,5 % дітей у віці до 18 років та 0,0 % осіб у віці 65 років та старших.
Цивільне працевлаштоване населення становило 581 осіб. Основні галузі зайнятості: мистецтво, розваги та відпочинок — 30,1 %, будівництво — 19,8 %, науковці, спеціалісти, менеджери — 12,6 %, освіта, охорона здоров'я та соціальна допомога — 12,0 %.